# PP+Cs
PP+Cs fue una coalición electoral formada el 21 de febrero de 2020 por el Partido Popular (PP) y Ciudadanos (Cs) en el País Vasco de cara a las elecciones al Parlamento Vasco de 2020.

## Historia

### Antecedentes
La idea de una alianza electoral entre el Partido Popular (PP) y Ciudadanos (Cs) fue propuesta por primera vez por el líder del PP, Pablo Casado, después de las elecciones generales de España de abril de 2019 —en las que la división de votos entre los dos partidos permitió una cómoda victoria para el Partido Socialista Obrero Español (PSOE) —PP y Cs consiguieron en conjunto un millón de votos más que el PSOE pero sacaron los mismos escaños— y las elecciones locales y regionales, que llevaron a la formación de muchos gobiernos locales y regionales entre los dos partidos. La marca «España Suma» fue registrada por el PP en agosto de 2019, junto con otras diecisiete etiquetas similares para cada comunidad autónoma, inspirada en la alianza electoral de Navarra Suma en Navarra con Unión del Pueblo Navarro (UPN). El PP intentó llevar a Cs al paraguas de España Suma antes de las elecciones generales de España de noviembre de 2019, pero el entonces líder de Cs, Albert Rivera, rechazó cualquier acuerdo de este tipo a nivel nacional o regional, aparte de la coalición con UPN. Después de la renuncia de Rivera luego del colapso de Cs en las elecciones generales, la fórmula fue nuevamente rechazada por el partido en diciembre de 2019.
El 31 de enero de 2020, dos días después del anuncio del presidente catalán Quim Torra de una elección regional anticipada en Cataluña y en medio de un cambio importante de postura desde posiciones anteriores de Cs, cuando el partido se desvió a favor de una fórmula con el PP (denominada por algunas fuentes como «Cataluña Suma») debido a la «situación excepcional» en la región, la portavoz de Cs en el Congreso de los Diputados, Inés Arrimadas, insinuó la posibilidad de que dicho acuerdo fuera exportado a Galicia y al País Vasco bajo el paraguas de «Mejor Unidos», excluyendo a Vox de dicho acuerdo.

### Acuerdo en el País Vasco
En el País Vasco, la jefatura nacional del PP mostró su disposición a negociar una alianza con Cs con un candidato diferente al líder regional Alfonso Alonso, con la exlíder de Unión Progreso y Democracia (UPyD), Rosa Díez, siendo considerada para el puesto. El anuncio del Lehendakari Iñigo Urkullu de una elección anticipada, sin embargo, dejó poco tiempo para la negociación entre PP y Cs para reemplazar a Alonso como candidato regional.
Las conversaciones de la coalición en el País Vasco se encontraban «en una etapa muy avanzada» entre los líderes nacionales de los partidos, y el 19 de febrero, el acuerdo de coalición entre PP y Cs en el País Vasco se selló con Alonso como el principal candidato acordado. Sin embargo, al día siguiente, la rama vasca del PP se rebeló contra el acuerdo después de enterarse a través de los medios de comunicación que Casado y Arrimadas habían establecido, entre las condiciones de la coalición, que Cs obtendría el segundo lugar en las listas en Álava y Vizcaya, señalando como «inaceptable» el otorgar a Cs un peso desproporcionado en las listas considerando la ausencia de representación institucional del partido en el País Vasco. Al día siguiente, con el vencimiento del plazo para el registro de la alianza a las 23:59 CET, Alonso se negó a firmar la coalición con Cs en medio de acusaciones del PP vasco al liderazgo nacional de excluirlos de las negociaciones y haber ocultado información sobre el acuerdo a ellos, mientras que el partido nacional aseguró que la coalición se firmaría de todos modos. Fuentes del PP vasco reconocieron a la agencia Europa Press que "no reconocerían" el acuerdo de alianza con Cs en los términos anunciados en caso de que este ocurriera. Además, el PP vasco y Alfonso Alonso consideraron «inasumibles» las condiciones de las candidaturas y que «no guarda relación con la realidad de cada partido» en el País Vasco, ya que el acuerdo entre Casado y Arrimadas contemplaba un reparto de puestos en las listas que favorecía claramente a Ciudadanos, partido sin representación en el Parlamento Vasco y con una gestora al frente de la sucursal vasca.
Posteriormente, el PP y Cs presentaron su coalición a los medios de comunicación sin mencionar a Alonso como candidato a lehendakari, y se dijo que la confianza del liderazgo del PP en Alonso estaba «completamente rota». Finalmente, Alonso fue sustituido por Carlos Iturgaiz como candidato a Lehendakari.

### Elecciones al Parlamento Vasco
La participación cayó 8 puntos respecto a los anteriores comicios. La coalición obtuvo 60 650 votos, 68 000 menos que ambas formaciones por separado. Obtuvo seis diputados, de los cuales tres diputados fueron por Álava, dos por Vizcaya y otro por Guipúzcoa, lo que significó tres diputados menos respecto a 2016. Cuatro diputados fueron del PP (dos por Álava, uno por Vizcaya y uno por Guipúzcoa) y dos de Cs (uno por Vizcaya y otro por Álava).
Posteriormente, con la salida de Luis Gordillo Pérez de Cs y su incorporación en el PP en enero de 2022, y el paso del presidente de Cs en el País Vasco José Manuel Gil al grupo mixto en julio de 2023, la composición del grupo parlamentario quedó reducida a cinco diputados del PP.

## Resultados electorales

### Elecciones al Parlamento Vasco
| Comicios | Votos  | %    | Diputados | Posición | Notas                      |
| -------- | ------ | ---- | --------- | -------- | -------------------------- |
| 2020     | 60 650 | 6,77 | 6/75      | 5.ª      | 4 del PP y 2 de Ciudadanos |